# Parafia Najświętszego Serca Jezusa w Jasionnie
Parafia Najświętszego Serca Jezusa w Jasionnie – parafia rzymskokatolicka, znajdująca się w diecezji kieleckiej, w dekanacie jędrzejowskim.